# Marie-Agnès Gillot

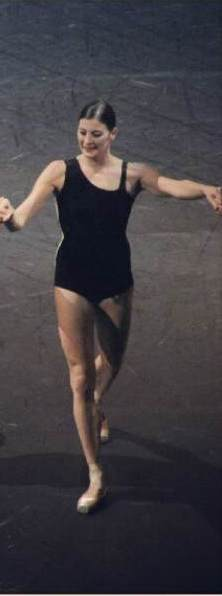
Marie-Agnès Gillot

Marie-Agnès Gillot (* 7. September 1975 in Caen) ist eine französische Ballerina der Opéra de Paris (Ballet de l’Opéra de Paris), wo sie den höchsten Status einer Tänzerin (Étoile) erreichte. Sie ist auch Choreographin.
Marie-Agnès Gillot erhielt mit fünf Jahren Ballettunterricht und begann mit neun Jahren Unterricht an der Ballettschule der Pariser Oper zu nehmen, wozu sie nach Paris zog. Mit zwölf Jahren wurde doppelte Skoliose diagnostiziert, wonach sie sich gegen eine Operation entschied und sechs Jahre ein Korsett trug außer beim Tanzunterricht, da sie die Diagnose vor ihren Lehrern verheimlichte.  Trotz ihrer für Tänzerinnen ungewöhnlichen Länge (175 cm) setzte sie sich durch und wurde mit 15 Jahren 1990 in die Ballettkompanie der Pariser Oper aufgenommen, als jüngste Tänzerin überhaupt. Kritikern würdigten neben ihrer Technik im Lauf ihrer Karriere ihre emotionale Intensität, wilde Energie und athletische raumgreifende Darstellung. Einmal trat sie auf, obwohl sie einen 12 cm langen Bruch im Bein hatte. 1992 wurde sie „Coryphée“ und 1994 „Sujet“ an der Oper. Relativ spät wurde sie 2004 „Étoile“, als erste Tänzerin für ein zeitgenössisches Stück (Signes von  Carolyn Carlson). Erst danach bekam sie auch die führenden Partien in klassischem Ballett. 2018 erreichte sie das offizielle Alter, in der Tänzerinnen sich an der Pariser Oper von der Bühne verabschieden, setzte ihre Karriere als Tänzerin aber fort.
Sie arbeitete neben Carlson mit bekannten Choreographen wie Pina Bausch (Orpheus und Eurydike), Maurice Béjart (Boléro), Roland Petit, Mats Ek, William Forsythe, John Neumeier, Wayne McGregor, George Balanchine, Angelin Preljocaj und Rudolf Nurejew.
2007 choreographierte sie erstmals selbst ein eigenes Stück, Rares Différences, eine Begegnung von klassischem Tanz und Hip-Hop, gefolgt von einer Inszenierung 2011  in der Opera Garnier (Sous Apparence), in der neben Tänzerinnen auch Tänzer en point tanzten. Sie trat auch auf Modenschauen und in Musikvideos auf und unterrichtet.
2014 bekam sie einen Sohn, den sie allein erzieht. Sie setzte ihr Training bis zum siebten Schwangerschaftsmonat fort, und fünf Wochen nach seiner Geburt trat sie wieder auf.
Gillot ist Kommandeur des Ordre des Arts et des Lettres, erhielt den Ordre national du Mérite und 2005 den Prix Benois de la Danse. 2015 wurde sie Ritter der Ehrenlegion.
2017 entstand eine französische TV-Dokumentation über sie (Marie-Agnès Gillot, l’art du grand écart, Regie: Anne-Solen Douguet, Damien Cabrespines).